# Organización Internacional del Trabajo
La Organización Internacional del Trabajo (OIT) es un organismo especializado de las Naciones Unidas que se ocupa de los asuntos relativos al trabajo y las relaciones laborales. Fue fundada el 11 de abril de 1919, en virtud del Tratado de Versalles con el doble objetivo de lograr la expansión global de los derechos de los trabajadores y atenuar las causas de las revoluciones obreras que sacudieron fundamentalmente a algunos de los países involucrados en la Primera Guerra Mundial. Su Constitución, sancionada en 1919, se complementa con la Declaración de Filadelfia de 1944.
La OIT tiene un gobierno tripartito, integrado por 
la OIT y establece el programa y presupuesto que posteriormente son presentados a la Conferencia para su aprobación. También elige al director general. En 2022 fue elegido para el cargo el togolés Gilbert Houngbo, una vez terminado el mandato del británico Guy Ryder elegido en 2012. La sede central se encuentra en Ginebra (Suiza).
En 1969 la OIT recibió el Premio Nobel de la Paz. Está integrada por 187 estados nacionales (2023).

## Historia
La Organización Internacional del Trabajo fue fundada en 1919. Las negociaciones tuvieron la particularidad de ser realizadas entre los gobiernos, los sindicatos y las organizaciones de empleadores, quienes tomaron como base la Asociación Internacional para la Protección Legal de los Trabajadores, que había sido fundada en Basilea en 1901 para establecer la Constitución de la Organización Internacional del Trabajo, adoptada por la Conferencia de Paz de París e incluida en la sección XIII del Tratado de Versalles situado en Francia.
La constitución de la OIT tuvo lugar en la conferencia de Washington celebrada entre el 29 de octubre y 29 de noviembre de 1919, en la que participó como representante de las organizaciones obreras españolas Francisco Largo Caballero, secretario general de la socialista Unión General de Trabajadores, resultando elegido miembro de su Consejo de Administración y colaborando a partir de entonces muy estrechamente con el primer director general de la OIT, el francés Albert Thomas.
La Organización Internacional del Trabajo se organizó desde un principio con un gobierno tripartito, único en su género, integrado por representantes de los gobiernos, los trabajadores y los empleadores y eligió como primer director general al francés Albert Thomas.
Entre 1919 y 1921 la OIT sancionó dieciséis convenios internacionales del trabajo y dieciocho recomendaciones y en 1926 se introdujo un mecanismo de control, aún vigente, por el cual cada país debe presentar anualmente una memoria informando sobre el estado de aplicación de las normas internacionales. Con el fin de examinar esas memorias se creó también la Comisión de Expertos, integrada por juristas independientes, que cada año presenta su informe a la Conferencia.
En 1934, bajo el gobierno de Franklin D. Roosevelt, los Estados Unidos solicitaron su ingreso en calidad de miembro de la OIT. Durante la Segunda Guerra Mundial la OIT se instaló temporalmente en Montreal.
En 1944, cuando aún la guerra no había terminado, la Conferencia Internacional del Trabajo en Filadelfia aprobó la Declaración de Filadelfia que se integró como anexo a la Constitución, fijando los principios, fines y objetivos de la OIT. En 1948 se adoptó el Convenio sobre Libertad Sindical, n.º 87.
En 1977 Estados Unidos se retiró de la OIT causando una crisis presupuestaria debido a la disminución automática del presupuesto en un 25% que ello significó, pero pudo controlarse hasta su reingreso en 1980.
En los años 1980 la OIT desempeñó un papel decisivo en el desarrollo del Sindicato Solidaridad dirigido por Lech Wałęsa, aplicando el Convenio sobre la Libertad Sindical (1948).
Finalizada la Guerra Fría y frente al proceso de globalización y deterioro de los derechos laborales en todo el mundo, la OIT ha señalado la necesidad de dar prioridad al cumplimiento de las Normas y Principios y Derechos Fundamentales en el Trabajo garantizados por los ocho convenios fundamentales (libertad sindical, negociación colectiva, abolición del trabajo forzoso, abolición del trabajo infantil, eliminación de la discriminación en materia de empleo y ocupación), destacando los conceptos de empleo digno y democratización de la globalización.
y esa es su función.

## Órganos

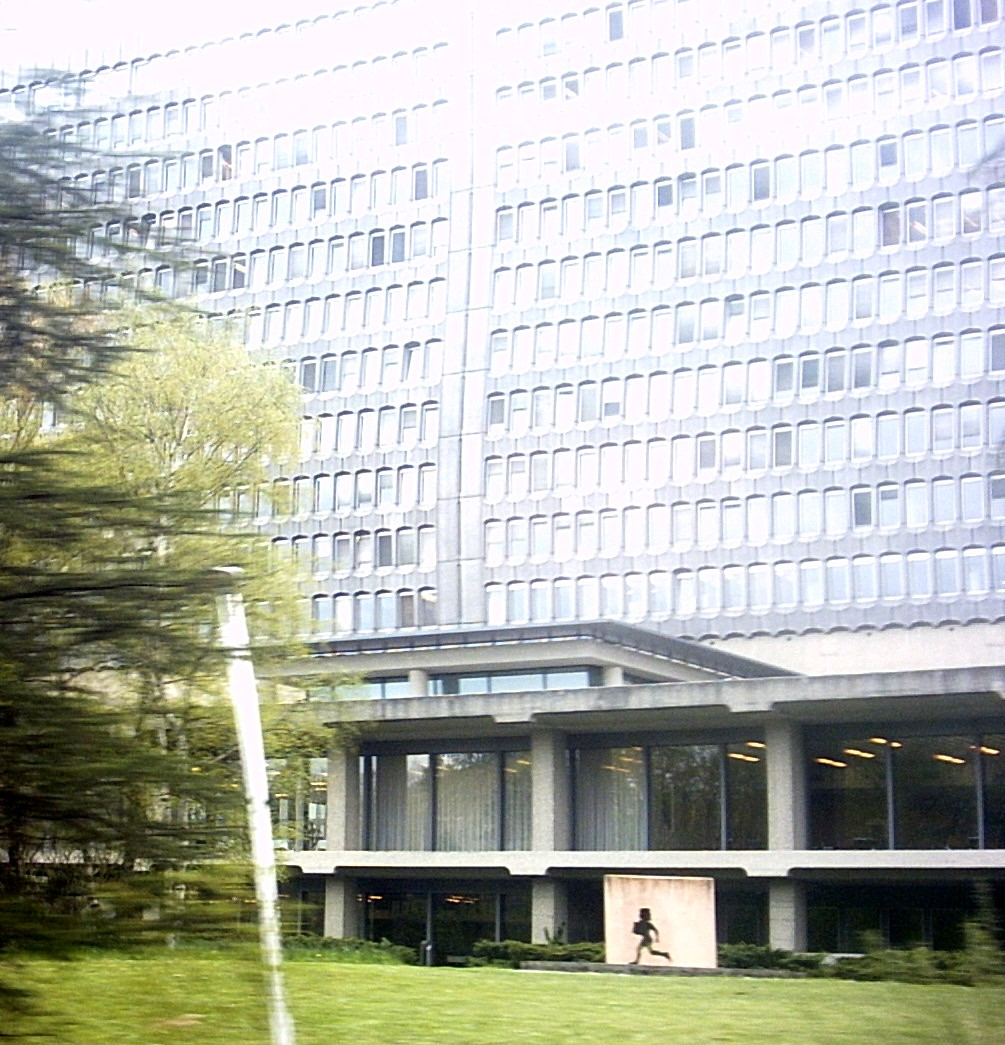
Sede de la OIT en Ginebra

### Conferencia Internacional
La Conferencia Internacional del Trabajo es el órgano superior de la OIT. Se reúne anualmente, en junio, en Ginebra. Está integrada por cuatro delegados por cada país miembro, dos de ellos elegidos por el gobierno, y los otros dos propuestos por las organizaciones de trabajadores y empleadores respectivamente. De este modo, la mitad de los integrantes de la Conferencia representan a los gobiernos, en tanto que una cuarta parte integra el bloque de trabajadores, y la otra cuarta parte integra el bloque de empleadores.
A la Conferencia Internacional le corresponde la sanción de las normas internacionales del trabajo, fundamentalmente convenios y recomendaciones, por las dos terceras partes de sus miembros.
También corresponde a la Conferencia Internacional examinar las memorias anuales que cada país debe presentar sobre el estado de la aplicación de las normas internacionales, y finalmente aprobar recomendaciones en los casos en que existen deficiencias. En esa tarea la Conferencia cuenta con la ayuda de la importante Comisión de Expertos que debe examinar cada memoria y producir un informe a la Conferencia recomendando los cursos de acción en cada caso.
A partir de 1998 la Conferencia debe examinar el Informe Global sobre lo que ordena la Declaración de la OIT relativa a los Principios y Derechos Fundamentales en el Trabajo (DFT), que debe preparar la Oficina, debiendo dar cuenta, cada año en forma rotativa, el estado en que se encuentran cada uno de estos puntos:
- libertad sindical y de asociación y reconocimiento efectivo del derecho a la negociación colectiva;
- la eliminación de todas las formas de trabajo forzoso u obligatorio;
- la abolición efectiva del trabajo infantil,
- la eliminación de la discriminación en el empleo y la ocupación.

#### Comisión de Expertos
La Comisión de Expertos en Aplicación de Convenios y Recomendaciones (CEACR) es un organismo permanente asesor de la Conferencia Internacional, integrado por juristas especialistas en Derecho Internacional del Trabajo.
La función de la Comisión de Expertos es examinar las memorias que todos los países tienen la obligación de presentar cada año, detallando el estado en que se encuentra la aplicación de los convenios internacionales en su territorio.
Cada año la Comisión de Expertos debe presentar su informe a la Conferencia, con la opinión que le merece cada situación y las recomendaciones que propone en cada caso. Las opiniones de la Comisión de Expertos han adquirido gran importancia jurídica para la interpretación de las normas internacionales y se encuentran recopiladas como jurisprudencia en cada convenio, en la base de datos ILOLEX.

### Consejo de Administración
El Consejo de Administración está integrado por 56 personas. De los 28 integrantes que corresponden a los gobiernos, 10 son designados directamente por los diez países de mayor importancia industrial (Alemania, Brasil, China, Estados Unidos, Francia, India, Italia, Japón, Reino Unido y Rusia) y el resto por los delegados gubernamentales en la Conferencia. Los otros 28 miembros corresponden en partes iguales a los trabajadores y empleadores y son elegidos por los bloques correspondientes en la Conferencia. Los miembros se renuevan cada tres años.
Es el órgano ejecutivo de la OIT, se reúne cuatrimestralmente y actúa a través de la Oficina Internacional del Trabajo, cuyas reglas de funcionamiento establece.

#### Comité de Libertad Sindical
El Comité de Libertad Sindical (CLS) es un importante organismo que depende del Consejo de Administración, integrado por nueve de sus miembros y un presidente independiente, pertenecientes por partes iguales a los tres bloques (Estados, Empleadores y Trabajadores). Su función es intervenir en las quejas relacionadas con la libertad sindical, derivadas de las posibles violaciones de los Convenios Internacionales n.º 87 y 98 y aquellos que resultan complementarios.
La importancia del CLS radica en el alto perfil político de sus miembros, y en la facultad que tiene para formular recomendaciones críticas a los gobiernos, cuando determina que la libertad sindical ha sido afectada.

### Oficina Internacional del Trabajo y director general
La Oficina Internacional del Trabajo está dirigida por el director general, elegido por el Consejo de Administración con un mandato de cinco años, quien a su vez contrata el personal de acuerdo con estrictas normas de concursos.
La Oficina Internacional del Trabajo es la entidad permanente de apoyo a la tarea de la Conferencia Internacional y el Consejo de Administración.
Los directores generales de la OIT han sido:
- Mateo Pezoa (1919-1932)
- Harold Butler (1932-1939)
- John Winant (1939-1941)
- Edward Phelan (1941-1948)
- David Morse (1948-1970)
- Wilfred Jenks (1970-1973)
- Francis Blanchard (1973-1989)
- Michel Hansenne (1989-1999)
- Juan Somavía (1999-2012)
- Guy Ryder (2012-2022)[10]
- Gilbert Houngbo (2022-presente)

#### Oficinas regionales

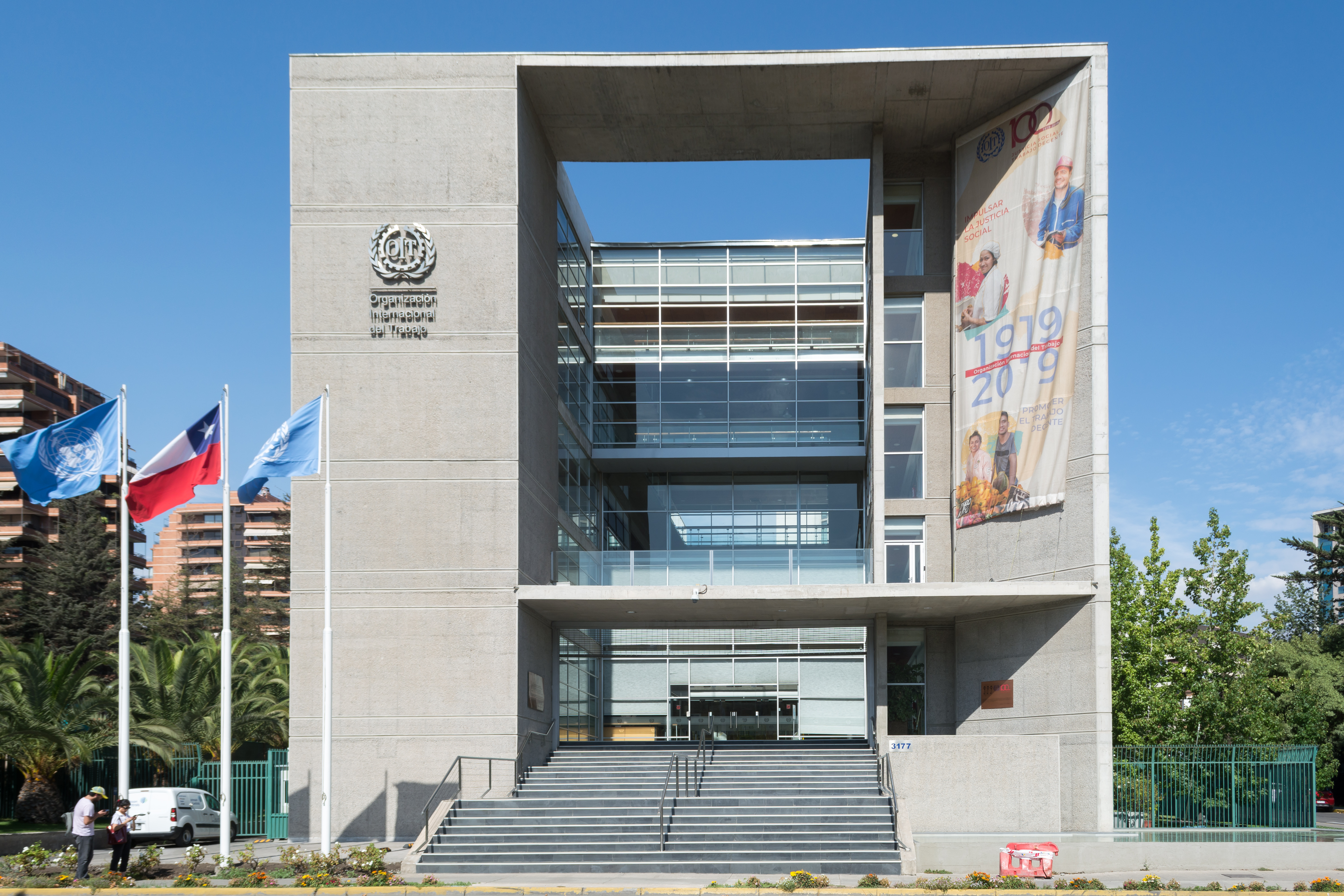
Sede de la OIT para el Cono Sur de América Latina, en Santiago de Chile

La Oficina Internacional del Trabajo posee una estructura regional descentralizada en cinco regiones:
- África
- América Latina y el Caribe
- Estados Árabes
- Asia y el Pacífico
- Europa y Asia Central

A su vez, cada región tiene oficinas subregionales y de área. Estados Unidos y Canadá no están incluidos en ninguna de las regiones.

#### Dirección Ejecutiva de Diálogo Social
La Oficina Internacional del Trabajo está integrada por un gabinete de cinco direcciones ejecutivas. Una de ellas es la de Diálogo Social, la que a su vez está dividida en dos importantes estructuras: las oficinas de Apoyo a las Actividades de los Trabajadores (ACTRAV) y de los Empleadores (ACTEMP).

##### ACTRAV
ACTRAV es la Oficina de Apoyo a las Actividades de los Trabajadores. Actúa en relación directa con el bloque de trabajadores de la Conferencia Internacional, las dos centrales internacionales (CSI y FSM), los sindicatos mundiales (federaciones sindicales internacionales) y las centrales sindicales nacionales.

##### ACTEMP
ACTEMP es la Oficina de Apoyo a las Actividades de los Empleadores. Actúa en relación directa con el bloque de empleadores de la Conferencia Internacional, la central internacional (OIE), y las cámaras empresariales sectoriales, regionales y nacionales.

## Idiomas de la institución
La OIT tiene tres idiomas principales, a saber: inglés, francés y español. Actualmente en estos tres idiomas se publican todas las notas, boletines y documentación para la prensa y dos de las publicaciones principales de la institución: la Revista Internacional del Trabajo (seis números anuales) y el informe El Trabajo en el mundo (anual). Sin embargo, otras publicaciones, no aparecen en español, por ejemplo, para que se publicara una versión española del Boletín de Actualidad Sociolaboral (trimestral, que acaba de cerrarse) tuvieron que hacer la impresión, durante los últimos años, primero el Gobierno mexicano y, luego, el español.

## Normas, convenios, recomendaciones y declaraciones
La Constitución de la OIT, sancionada en su redacción original en 1919, por causa y efecto es la norma que establece el funcionamiento y la organización de la OIT. Allí se establecen cuales son los órganos de gobierno de la OIT (Conferencia General, Consejo de Administración y Oficina Internacional del Trabajo), la composición tripartita de los órganos colegiados, los procedimientos para sancionar convenios y recomendaciones y sus efectos, el sistema de control regular mediante memorias anuales, el procedimiento de quejas, entre los temas más importantes.
Como Anexo a la Constitución se encuentra la Declaración de Filadelfia, sancionada en 1944, donde figuran los principios y fines fundamentales de la OIT. Allí se encuentra el famoso principio estableciendo que «el trabajo no es una mercancía» (I,a). Entre otros principios y declaraciones fundamentales establece que «la pobreza constituye un peligro para la prosperidad de todos» (I,b), que «todos los seres humanos tienen derecho a perseguir su bienestar material y su desarrollo espiritual en condiciones de libertad y dignidad, de seguridad económica y en igualdad de oportunidades» (II,b) y que «cualquier política y medida de índole nacional e internacional, particularmente de carácter económico y financiero, deben juzgarse desde este punto de vista y aceptarse solamente cuando favorezcan, y no entorpezcan, el cumplimiento de este objetivo fundamental» incumbiendo a la OIT «examinar y considerar cualquier programa o medida internacional de carácter económico y financiero» (II,d), y «fomentar el pleno empleo».
La OIT sanciona convenios internacionales y recomendaciones. Ambos requieren una mayoría de dos tercios para ser aprobadas por la Conferencia Internacional. Los convenios internacionales constituyen tratados internacionales obligatorios para sus miembros una vez ratificados, en tanto que las recomendaciones, no son obligatorias, no son ratificados por los Estados miembro y constituyen sugerencias a los países para ir progresando en las relaciones laborales. Generalmente a todo convenio sancionado, corresponde y su finalidad es el fomento y la orientación de las actividades nacionales en determinadas áreas (ejemplos: Recomendación n.º 77 sobre la formación profesional de la gente de mar (1946), Recomendación n.º 194 sobre la lista de enfermedades profesionales (2002), Recomendación n.º 197 sobre el marco promocional para la seguridad y salud en el trabajo (2006),...)
Hasta el momento, la OIT ha establecido diez convenios internacionales como fundamentales. Estos son:
- Convenio n.º 29 sobre el trabajo forzoso, 1930
- Convenio n.º 87 sobre la libertad sindical y la protección del derecho de sindicación, 1948
- Convenio n.º 98 sobre el derecho de sindicación y de negociación colectiva, 1949
- Convenio n.º 100 sobre igualdad de remuneración, 1951
- Convenio n.º 105 sobre la abolición del trabajo forzoso, 1957
- Convenio n.º 111 sobre la discriminación (empleo y ocupación), 1958
- Convenio n.º 138 sobre la edad mínima, 1973
- Convenio n.º 182 sobre las peores formas de trabajo infantil, 1999
- Convenio n.º 155 sobre seguridad y salud de los trabajadores
- Convenio n.º 187 sobre el marco promocional para la seguridad y salud en el trabajo

Además, en 1989 se aprobó el Convenio 169 de la OIT sobre pueblos indígenas y tribales que hasta la Declaración de Derechos de Pueblos Indígenas de Naciones Unidas fue el único instrumento internacional que reconocía derechos colectivos a los indígenas. En su 100.ª Conferencia ha aprobado el Convenio 189 llamado Convenio sobre trabajadores domésticos.
A lo largo de su historia la OIT ha promulgado 190 convenios internacionales y 206 recomendaciones, que pueden ser consultadas en la base de datos  de la organización.
La salud, la seguridad laboral y la seguridad social son asuntos prioritarios regulados por varios Convenios. Sobre la protección de la maternidad fue aprobado en 2000 el Convenio 183. Han sido consideradas situaciones especiales, como la migración laboral (Convenios 21 de 1926, 48 de 1945, 66 de 1939, 97 de 1949 y el Convenio 143 de 1975 sobre los trabajadores emigrantes), así como el trabajo nocturno, y las condiciones de trabajo en las minas, empresas químicas, los puertos, el mar y el sector agropecuario. El Convenio 141 aprobado en 1975 trata sobre las organizaciones de trabajadores rurales y reconoce "que la reforma agraria es, en muchos países en vías de desarrollo, un factor esencial para el mejoramiento de las condiciones de trabajo y de vida". En 1957 la OIT aprobó el Convenio 107 sobre poblaciones indígenas y tribales, sustituido por el Convenio 169 sobre pueblos indígenas y tribales, aprobado en la 76.ª reunión el 7 de junio de 1989, el cual constituye hasta ahora el principal instrumento de derecho internacional para la defensa de los pueblos indígenas del mundo y sus territorios.
De gran importancia resulta también la Declaración de la OIT relativa a los principios y derechos fundamentales en el trabajo y su seguimiento, realizada en 1998, en vista de los graves problemas acarreados por la globalización sobre los derechos laborales. La Declaración dispuso brindar especial atención a la efectiva aplicación de los derechos fundamentales de los trabajadores, a saber:
- la libertad de asociación y la libertad sindical y el reconocimiento efectivo del derecho de negociación colectiva;
- la eliminación de todas las formas de trabajo forzoso u obligatorio;
- la abolición efectiva del trabajo infantil;
- la eliminación de la discriminación en materia de empleo y ocupación.

La Declaración precisa que los derechos fundamentales del trabajo son universales y deben ser respetados a todas las personas en todos los países, sin importar el nivel de desarrollo económico de cada uno.
A tal fin la OIT creó un mecanismo de seguimiento de la Declaración mediante un informe anual a la Conferencia en el que se analiza la situación de cada uno de los cuatro grupos de derechos, en forma rotativa.

## Acción
Juan Somavía, que fue director general de la OIT, ha dicho que:

La meta principal de la OIT hoy en día es promover oportunidades para las mujeres y hombres para obtener trabajos decentes y productivos, en condiciones de libertad, equidad, seguridad y dignidad humana.

La organización busca promover la creación de empleos, regular de mejor manera los principios y derechos de los trabajadores, mejorar la protección social y promover el diálogo social al igual que proveer información relevante, así como técnicas de asistencia y de entrenamiento. En la actualidad, la OIT está organizada para trabajar en cuatro grupos o sectores temáticos:
- Principios y derechos estándares en el trabajo.[13]
- Empleo.
- Protección social.
- Diálogo social.

Entre los programas que la OIT lleva adelante se destaca el Programa Internacional para la Erradicación del Trabajo Infantil (IPEC).